# Antoinette Weber-Caflisch
 (juillet 2024).
Antoinette Weber-Caflisch (née en 1938 à Genève) est une critique littéraire suisse.

## Biographie
Antoinette Weber-Caflisch a fait des études de lettres (français, grec, latin) à l’Université de Genève et à la Sorbonne. Elle a soutenu sa thèse de doctorat sur Paul Claudel en 1984 à l'Université de Genève. Ensuite elle a été maître d'enseignement et de recherche à l’Université de Genève jusqu'en 2001. Elle a collaboré avec Antoine Vitez pour Le Soulier de satin, drame dont elle a édité le manuscrit (paru aux Belles Lettres). Spécialiste de Claudel, elle a notamment publié sur la littérature des XIXe et XXe siècles (Flaubert, Stendhal, Léon Bloy, Giraudoux, Beckett) et la peinture de XXe siècle (Valloton, Bram Van Velde). En 1994, elle écrit Chacun son dépeupleur, ouvrage élucidant une œuvre particulièrement obscure de Samuel Beckett. Publié aux éditions de Minuit, ce titre est le seul ouvrage critique sur Beckett que Jérôme Lindon, éditeur et ami de Beckett, aura accepté de publier. Après sa retraite, elle a publié un livre pour enfants.

## Ouvrages

### Critique littéraire
- Le soulier de satin de Paul Claudel. Tome I : Édition critique, Paris, Les Belles Lettres, 1987, 384 p.
- Le soulier de satin de Paul Claudel. Tome II : Dramaturgie et poésie, essais sur le texte et l'écriture du "Soulier de satin", Paris, Les Belles Lettres, 1986, 397 p.
- La scène et l'image : le régime de la figure dans Le Soulier de satin, Paris, Les Belles Lettres, 1985, 184 p.
- Chacun son dépeupleur : sur Samuel Beckett, Paris, Les éditions de Minuit, 1994, 93 p.

### Roman
- Les aventuriers du Riscopopoulos, Paris, Oskar, 2014, 240 p.